# Pio Filippani-Ronconi
Pio Alessandro Carlo Fulvio Filippani-Ronconi (ur. 10 marca 1920 w Madrycie, zm. 11 lutego 2010) – włoski arystokrata i faszysta, kolaborant i żołnierz Waffen-SS podczas II wojny światowej, wykładowca akademicki i naukowiec na uniwersytetach w Neapolu i Teheranie

## Życiorys
Był synem księcia Fulvio Filippani-Ronconi i Anity z domu Tamagno. Był zwolennikiem faszystowskiego reżimu Benito Mussoliniego. Jego matka została zamordowana przez republikanów podczas hiszpańskiej wojny domowej 1936–1939. Na początku II wojny światowej P. Filippani-Ronconi wstąpił ochotniczo do włoskich oddziałów w Afryce; dwukrotnie był ranny. Został odznaczony włoskim Croce di Guerra.
Następnie służył w oddziale do zadań specjalnych złożonym z Włochów, Niemców i Arabów, działającym w Afryce Północnej, specjalizując się w zdobywaniu informacji za liniami wroga. Ułatwiała mu to znajomość aż 8 różnych języków. Po ogłoszeniu przez Włochy rozejmu i utworzeniu przez B. Mussoliniego Włoskiej Republiki Socjalnej (tzw. Republiki Salo) we wrześniu 1943 r., wstąpił do Waffen-SS. Służył w 1 kompanii 2 batalionu 81 Pułku Grenadierów SS w 29 Dywizji Grenadierów SS. Uczestniczył w ciężkich walkach z wojskami alianckimi pod Anzio i Nettuno, podczas których został ciężko ranny w głowę. Po wyleczeniu przydzielono go do sztabu inspektoratu włoskich jednostek Waffen-SS, gdzie był tłumaczem pomiędzy Waffen-Brigadeführerem der SS Piero Mannellim i oficerami niemieckimi.
19 kwietnia 1944 r. został odznaczony Krzyżem Żelaznym II klasy. Po zakończeniu wojny przebywał w Persji, a następnie Ameryce Południowej.
Od 1959 r. był profesorem w Instytucie Orientalnym w Neapolu i na Uniwersytecie w Teheranie. Specjalizował się w tematyce religii i filozofii Indii oraz islamu. Opublikował na ten temat wiele publikacji naukowych.